# Stuurgroep
Een stuurgroep heeft als belangrijkste taak het sturen van de opdrachtgever en projectleider bij het nemen van beslissingen en prioriteren van activiteiten binnen de doelstellingen van een project. De stuurgroep bestaat meestal uit vertegenwoordigers van een organisatie die het projectresultaat ontvangen, zoals een opdrachtgever, gebruiker en leverancier.

## Beschrijving
In de meeste projecten is een projectleider betrokken die verantwoordelijk is voor de voortgang en rapportage van het project. Hijzelf werkt voor een opdrachtgevende organisatie en voor de stuurgroep. De stuurgroep stuurt bij het nemen van beslissingen, doordat er binnen de groep mensen zijn die besluiten kunnen nemen. Deze besluitnemers zitten vaak op hoge posities binnen een bedrijf of organisatie, zodat zij van betekenis zijn voor het project.
Vaak moeten deze beslissers echter buiten de stuurgroep overleggen met een bestuur waar zij onderdeel van zijn of bij de controlerende instanties, zoals een raad van bestuur of de gemeenteraad. Om te voorzien in voldoende inhoudelijke kennis bij de leden van de stuurgroep over het project en bijbehorende processen, worden de leden geassisteerd door deskundigen. Hierdoor wordt de stuurgroep praktisch gezien weer gestuurd door deze deskundigen. Het nut van een stuurgroep is mede daarom bedoeld om meer betrokkenheid en draagvlak te creëren voor de beslissers.

## Leden van de stuurgroep
De stuurgroep wordt samengesteld bij aanvang van het project. Deze bestaat uit drie rollen: de opdrachtgever, de senior leverancier en de senior gebruiker. De eindverantwoordelijkheid voor het projectresultaat ligt bij deze stuurgroep.
- De opdrachtgever is de afgevaardigde van de opdrachtgevende organisatie. Ook is de opdrachtgever de budgethouder en de eigenaar van de businesscase, met o.a. als verantwoordelijkheid het zekerstellen van de fondsen en de bewaking van de prijs-kwaliteitverhouding.
- De senior gebruiker is de afgevaardigde van de voltallige gebruikersorganisatie en bewaakt en accepteert de resultaten namens deze. Ook is deze verantwoordelijk voor de specificatie van baten en resultaat en de beoordeling hiervan.
- De senior leverancier is de hoofdaannemer en vertegenwoordigt alle toeleveranciers van het project. Ook is de senior leverancier verantwoordelijk voor de kwaliteit en tijdigheid van de externe leveringen.